# Verzorgingsplaats Akermaat
Verzorgingsplaats Akermaat is een Nederlandse verzorgingsplaats, gelegen aan de westzijde van A9 De Kooy-Diemen tussen afritten 9 en 8 nabij Heemskerk.
Bij de verzorgingsplaats is een tankstation van Esso.
Ooit was hier een aansluiting van de A8 gepland. Bezuinigingen in 1974 (onder andere vanwege de oliecrisis) maakten dat verdere aanleg van de A8 tot aan dit punt er nooit meer kwam. Het grondbeslag van de verzorgingsplaats verraadt de oorspronkelijke bedoeling.
Richting De Kooy:
Twaalfmaat
Richting Diemen:
Akermaat